# Friedrichsruh (Lauenburg)
 For alternative betydninger, se Friedrichsruh. (Se også artikler, som begynder med Friedrichsruh)
Friedrichsruh er en lille lokalitet i det nordlige Tyskland, beliggende under Kreis Herzogtum Lauenburg i Slesvig-Holsten. Stedet blev efter Den fransk-preussiske krig skænket til Otto von Bismarck som gave for hans fortjenester. Bismarck byggede et tilholdssted her, hvor han i 1898 døde. Hans efterkommere bor stadig her.
Stedet er mest kendt for at have været hjemsted for lejren for redningsaktionen de hvide busser i 2. verdenskrigs sidste dage, en aktion der blev ledet af svenskeren Folke Bernadotte.
- Wikimedia Commons har flere filer relateret til Friedrichsruh (Lauenburg)

53°31′46″N 10°20′25″Ø / 53.5295°N 10.3403°Ø